# Batrochoglanis acanthochiroides
Batrochoglanis acanthochiroides es una especie de peces de la familia Pseudopimelodidae en el orden de los Siluriformes.

## Morfología
Los machos pueden llegar alcanzar los 80 cm de longitud total.

## Alimentación
Es carnívoro.

## Hábitat
Es un pez de agua dulce y de clima tropical.

## Distribución geográfica
Se encuentra en las cuencas del río Catatumbo y del lago Maracaibo.